# دونالد فایسون
دونالد فایسون (انگلیسی: Donald Faison؛ زاده ۲۲ ژوئن ۱۹۷۴) بازیگر اهل ایالات متحده آمریکا است. وی از سال ۱۹۸۹ میلادی تاکنون مشغول فعالیت بوده‌است.
از فیلم‌ها یا برنامه‌های تلویزیونی که وی در آن نقش داشته است می‌توان به مشکل دوچندان، دروغگوی چاق گنده، بی سرنخ، کیک-اس ۲، یک چیز جدید، در انتظار بازدم، جوسی و پوسی‌کت، نمی‌توانم صبر کنم و کاش من اینجا بودم اشاره کرد.